# Farfa
El Farfa és un riu, afluent esquerra del Tíber a la regió de Sabínia a Itàlia. té un llargada de 25 quilòmetres. Neix a Ponte Buida, un llogaret del municipi de Frasso Sabino per l'aiguabarreig del Fosso della Mola i del Fosso delle Mole.
El cabal a la confluència de circa 5 m³/s, quasi totalment es capta per proporcionar aigua potable a la ciutat de Roma. Aquesra sobreexplotació amenaça la vitalitat i la biodiversitat cap a avall. Grups d'acció per a la renaturalització i la protecció dels biòtops riberencs van obtenir que des de la primavera de 2019 s'augmentés el cabal de 0,2m³/s. Encara no n'hi ha prou, però és la primera vegada que els concessionaris comercials cedeixin a demandes de natura mediambiental.
En l'antiguitat era conegut com a Favaris esmentat per Virgili, i que segons Servius seria el mateix riu que el Farfarus esmentat per Ovidi.
La cèlebre Abadia de Farfa, fundada el 681, va prendre el nom del riu, i fou durant l'edat mitjana un dels principals monestirs d'Itàlia.